# ジョン・マーシャル (神戸港長)
ジョン・マーシャル（英: John Marshall、1833年 - 1887年8月7日）は、イギリスの一等航海士。神戸港初代港長。

## 生涯
誕生日は不明だが、1833年にイギリスで生まれる。長年にわたり船長としてヨーロッパ各地の港を巡った後、明治3年（1870年/1871年）に日本の横浜へ渡り、1871年（明治4年）に神戸港の初代港長に就任した。マーシャルはまず自然海岸に近い状態であった同港の施設拡充に取り組み、1873年（明治6年）から1874年（明治7年）にかけて長さ1730mの石垣と運上所（税関）、荷揚げ場を整備した。
同じ時期にマーシャルは大規模な築港計画を立案し、兵庫県令神田孝平に提出した。この計画は神戸港に防波堤がなく台風によって甚大な被害が生じることへの対策として、旧生田川と旧湊川の河口付近に全長545m防波堤を建設し、575mの港口をもつ165万m2の水域を確保しようとするもので、大蔵省の同意が得られなかったため実現しなかったものの、後年の築港計画（神戸港第一期修築工事）の中で生かされた。また、マーシャルは神戸港で気象観測が行われていなかったことから毎朝自ら気圧、気温、風向、風力、天候、潮汐干満を測定し、得られたデータをもとに外国船停泊区域を策定するなどした。1875年（明治8年）に始められたこの観測は、死の半月前まで続くマーシャルのライフワークとなった。
1876年（明治9年）に神戸港長の職を辞し、その後は神戸港顧問として逓信省に在籍した。1887年（明治20年）8月7日に死去。墓は神戸市立外国人墓地にある。